# 井上貴博 (政治家)
井上 貴博（いのうえ たかひろ、1962年〈昭和37年〉4月2日 - ）は、日本の政治家。衆議院議員（5期）、衆議院国土交通委員長。
財務副大臣、財務大臣政務官、財務大臣補佐官、福岡県議会議員（3期）などを歴任した。

## 経歴
福岡県福岡市博多区の中洲に生まれる。祖父、父ともに福岡県議会議員を務めていた。福岡市立冷泉小学校（現・福岡市立博多小学校）、福岡市立博多第二中学校（現・福岡市立博多中学校）、西南学院高等学校、獨協大学法学部法律学科卒業。
2003年4月、祖父・父の地盤を引き継ぎ、福岡県議会議員選挙に博多選挙区から立候補し初当選。その後、2007年、2011年と連続3期当選。
2012年、任期半ばで県議会議員を辞職し、第46回衆議院議員総選挙に自由民主党公認で福岡1区から出馬。当初、自民党福岡県連は古賀誠秘書の新開裕司を公認候補としていたが、最高顧問の麻生太郎がこの決定に難色を示した。そのため、党執行部内で再検討が行われ、最終的に総裁の安倍晋三が井上の擁立を決めた。そのため、「安倍チルドレン」と呼ばれる。
福岡1区は小選挙区制が導入された1996年以降、5期連続で民主党の松本龍が議席を確保している民主王国だったが、環境大臣、内閣府特命担当大臣（防災担当）などを務めた前職の松本龍を破り初当選。
2014年の第47回衆議院議員総選挙では新開との公認争いで党内が分裂し、最終的に両者が無所属で福岡1区から立候補した。同選挙で井上は新開や民主党元職の山本剛正を抑え再選、自民党の追加公認を受けた。
2017年の第48回衆議院議員総選挙で3選。
2018年9月、麻生太郎財務大臣より、財務大臣補佐官に任命された。2019年に福岡市で開催されるG20財務相・中央銀行総裁会議の準備を主に担当する。
2019年9月、 第4次安倍第2次改造内閣で財務大臣政務官に就任。
2020年10月、自民党財政・金融・証券関係団体委員会副委員長。
2021年10月31日の第49回衆議院議員総選挙で4選。
2024年10月27日の第50回衆議院議員総選挙で5選。同年11月28日、衆議院国土交通委員長に就任。

## 政策
- 憲法改正に賛成[15]。
- 集団的自衛権の行使を禁じた政府の憲法解釈を見直すことに賛成[15]。
- 日本の核武装について検討すべきでないとしている[15]。
- 女性宮家の創設に反対[15]。
- 日本のTPP参加に反対[15]。
- 選択的夫婦別姓制度の導入に反対[16][17]。「家族という基礎的単位を尊重してきた日本風土からすれば夫婦同姓がなじみやすい」などと主張している[18]。

## 不祥事

### 報道規制発言問題
2015年6月25日、自民党内の勉強会文化芸術懇話会において、「福岡の青年会議所理事長の時、マスコミをたたいたことがある。日本全体でやらなきゃいけないことだが、広告の提供（スポンサー）にならないということが一番（マスコミは）こたえる」などと述べた。同27日、自由民主党幹事長の谷垣禎一は、同党本部で記者会見し、同発言を行った井上を厳重注意とした他、同様に問題発言を行った長尾敬、 大西英男を厳重注意とし、さらに同会代表の木原稔・自民党青年局長を同日付で更迭し、1年間の役職停止処分とした。

### 収支報告書記載漏れ問題
2012年の総選挙時に受領した寄付金1300万円を、選挙運動費用収支報告書に記載していなかったことが、2015年7月3日に発覚した。公職選挙法は、選挙にかかったすべての収支を報告書に記載するよう義務付けている。井上の事務所は取材に対し「自民党本部から受け取ったお金で、選挙費用に使ったが記載を忘れてしまった。外部の指摘で判明した」などと説明し、福岡県選挙管理委員会に修正を届け出た。井上の事務所によると、1300万円は投開票日6日前に、党本部から井上が代表を務める党福岡県第1選挙区支部に入金されたもので、支部は同日、選挙関係費として井上に全額を寄付した。実際には1300万円のうち764万円余を選挙運動費用として使い、残る535万円余は金庫に保管していた。事務所の担当者は、「535万円余は（判明した2015年7月）3日、支部に寄付（返金）した」と話している。

## 人物
- 喫煙者であり、超党派の愛煙家国会議員からなる議員連盟「もくもく会」に所属している[23]。

## 所属団体・議員連盟
- 自民党たばこ議員連盟（幹事）[24]
- もくもく会[23]
- 日本会議国会議員懇談会[25]
- 神道政治連盟国会議員懇談会[25]
- みんなで靖国神社に参拝する国会議員の会[25]
- TPP交渉における国益を守り抜く会
- 家族の絆特命委員会
- 文化芸術懇話会

## 選挙歴
| 当落 | 選挙                     | 執行日         | 年齢 | 選挙区             | 政党       | 得票数    | 得票率 | 定数 | 得票順位 /候補者数 | 政党内比例順位 /政党当選者数 |
| ---- | ------------------------ | -------------- | ---- | ------------------ | ---------- | --------- | ------ | ---- | ------------------ | ---------------------------- |
| 当   | 2003年福岡県議会議員選挙 | 2003年4月13日  | 41   | 福岡市博多区選挙区 | 自由民主党 | 1万6183票 | 28.08% | 3    | 2/4                | /                            |
| 当   | 2007年福岡県議会議員選挙 | 2007年4月8日   | 45   | 福岡市博多区選挙区 | 自由民主党 | 1万9091票 | 30.27% | 3    | 2/4                | /                            |
| 当   | 2011年福岡県議会議員選挙 | 2011年4月10日  | 49   | 福岡市博多区選挙区 | 自由民主党 | 2万2786票 | 37.87% | 3    | 1/5                | /                            |
| 当   | 第46回衆議院議員総選挙   | 2012年12月16日 | 50   | 福岡県第1区        | 自由民主党 | 9万6706票 | 48.33% | 1    | 1/5                | /                            |
| 当   | 第47回衆議院議員総選挙   | 2014年12月14日 | 52   | 福岡県第1区        | 無所属     | 5万9712票 | 36.34% | 1    | 1/6                | /                            |
| 当   | 第48回衆議院議員総選挙   | 2017年10月22日 | 55   | 福岡県第1区        | 自由民主党 | 9万7777票 | 49.17% | 1    | 1/4                | /                            |
| 当   | 第49回衆議院議員総選挙   | 2021年10月31日 | 59   | 福岡県第1区        | 自由民主党 | 9万9430票 | 47.51% | 1    | 1/4                | /                            |
| 当   | 第50回衆議院議員総選挙   | 2024年10月27日 | 62   | 福岡県第1区        | 自由民主党 | 7万408票  | 35.18% | 1    | 1/6                | /                            |